# Margarida Leijonhufvud
Margarida Leijonhufvud (em sueco:  Margareta Eriksdotter; Närke, 1 de janeiro de 1516 – Södermanland, 26 de agosto de 1551), também conhecida como Margarida Eriksdotter foi a segunda esposa do rei Gustavo I e Rainha Consorte da Suécia de 1536 até sua morte. Era filha de Érico Abrahamsson Leijonhufvud e sua esposa Ebba Eriksdotter Vasa. Entre os seus filhos, estão João III e Carlos IX.

## Biografia
Margarida Leijonhuvfud pertencia a uma das famílias nobres mais poderosas da Suécia. Era filha de Erik Abrahamsson Leijonhufvud, um homem que foi executado durante o Massacre de Estocolmo, e de Ebba Eriksdotter Vasa, uma parente do rei, e já estava noiva quando o rei se decidiu casar com ela. O noivado foi rompido por vontade do rei e o noivo acabou por se casar com a irmã de Margarida.
Existe uma história que descreve esta situação: "O rei apanhou a sua nova rainha e o seu antigo noivo juntos, sozinhos e com o jovem, Svante Sture, estava de joelhos perante a rainha. O rei perguntou enfurecido: 'O que é isto?' e a rainha Margarida disse rapidamente: 'O senhor Sture está-me a pedir a mão da minha irmã em casamento', ao que o rei respondeu ainda mais depressa: 'Concedida!' e Svante casou-se à pressa com a irmã da rainha, Marta Leijonhufvud, uma mulher conhecida por ser tão dominadora que tinha a alcunha de Rei Marta." Não parece que a rainha Margarida e Svante tenham voltado a fazer alguma coisa imprópria. Se o fizeram, tal nunca foi descoberto. Durante os seus primeiros anos de casamento, a mãe de Margarida, Ebba, tinha um papel dominante na corte real e dizia-se que nem o rei se atrevia a opôr-se à sua sogra. Contudo, a sua influência não era política.
Margarida era considerada inteligente e bonita e o seu casamento foi feliz. Não se conhece nenhuma infidelidade do marido. Dedicou a vida a deveres domésticos e à vida familiar. Permaneceu católica toda a vida e foi difícil para ela fazer roupas e cortinas de tecidos que o rei tinha confiscado de velhos conventos católicos, mas não existem provas de que tenha usado a sua influência para promover a sua crença religiosa na política do país. Alegadamente, Margarida conseguia sempre acalmar o marido e era uma influência calma na vida dele, conseguindo fazer com que castigos fossem reduzidos e aconselhando-o a mostrar clemência e ser piedoso, algo que melhorou a sua popularidade. Margarida fazia doações à Abadia de Vadstena, que ainda estava em funcionamento, seguindo o exemplo da sua família. A sua mãe também era benfeitora da Abadia de Vreta. Margarida recorria frequentemente aos serviços de uma mulher astuciosa, a camponesa Brigitta Andersdotter que contratava muitas vezes para que visse como estava a sua saúde, a da sua irmã Marta e dos filhos de ambos. Margarida estava constantemente grávida, o que enfraqueceu a sua saúde. Em Agosto de 1551, Margarida e os filhos viajaram de barco até o Lago Malar, entre Gripsholm e Västerås e, quando regressaram, adoeceu com pneumonia. O rei sofreu muito com a sua morte.

## Descendência
1. João III da Suécia (20 de dezembro de 1537 – 17 de novembro de 1592), casado primeiro com a princesa Catarina da Polónia; com descendência. Casado depois com Gunilla Bielke; com descendência.
2. Catarina da Suécia (6 de junho de 1539 – 21 de dezembro de 1610), casada com o conde Edgar II da Frísia Oriental; com descendência.
3. Cecília da Suécia (16 de novembro de 1540 – 27 de janeiro de 1627), casada com Cristóvão II de Baden-Rodemachern; com descendência.
4. Magno, Duque de Östergötland (15 de julho de 1542 – 26 de junho de 1595), tinha um distúrbio mental que fez com que ficasse conhecido como o "Duque Louco"; morreu solteiro e sem descendência.
5. Carlos da Suécia (nascido e morto em 1544).
6. Ana Maria da Suécia (19 de junho de 1545 - 20 de março de 1610), casada com o conde palatino João I de Veldenz; com descendência.
7. Estêvão da Suécia (1546–1547)
8. Sofia da Suécia (29 de outubro de 1547 – 17 de março de 1611), casada com o duque Magno II de Saxe-Lauemburgo; com descendência.
9. Isabel da Suécia (5 de abril de 1549 - 20 de novembro de 1597), casada com o duque Cristóvão de Mecklenburg-Gadebusch; sem descendência.
10. Carlos IX da Suécia (4 de outubro de 1550 – 30 de outubro de 1611), casado primeiro com a condessa Maria do Palatinado-Simmern; com descendência. Casado depois com a duquesa Cristina de Holstein-Gottorp; com descendência.